# Seznam osebnih imen na T
Seznam osebnih imen, ki se pričnejo s črko T.

## Seznam

### Ta
- Tadej
- Tadeja
- Taja
- Tajana
- Tajda
- Tajka
- Tajra
- Tajša
- Tamara
- Tanija
- Tanja
- Tara
- Taras
- Tatijana
- Tatjana
- Tavita
- Tanaja

Tai

### Te
- Tea
- Teddy
- Teja
- Teo
- Teodor
- Teodora
- Terez
- Tereza
- Terezija
- Tevž

### Th
- Theo
- Theodora
- Theodore

### Ti
- Tian
- Tibor
- Tihomir
- Tijana
- Tilen
- Tilka
- Tim
- Tima
- Timej
- Timi
- Timo
- Timon
- Timotej
- Timoteja
- Tin
- Tine
- Tinej
- Tinek
- Tinica
- Tinka
- Tinkara
- Tisa
- Tit
- Tita

### Tj
- Tjaš
- Tjaša
- Tjaž
- Tjuš
- Tjuša
- Tjan

### To
- Todor
- Tom
- Toma
- Tomas
- Tomaž
- Tomi
- Tomislav
- Tomislava
- Tomo
- Tone
- Tonči
- Toni
- Tonček
- Tončka
- Tonja
- Tonka
- Tosja
- Tolja

### Tr
- Tristan
- Treza
- Truda

### Tu
- Tugomir
- Tugomira